# Lily Collins

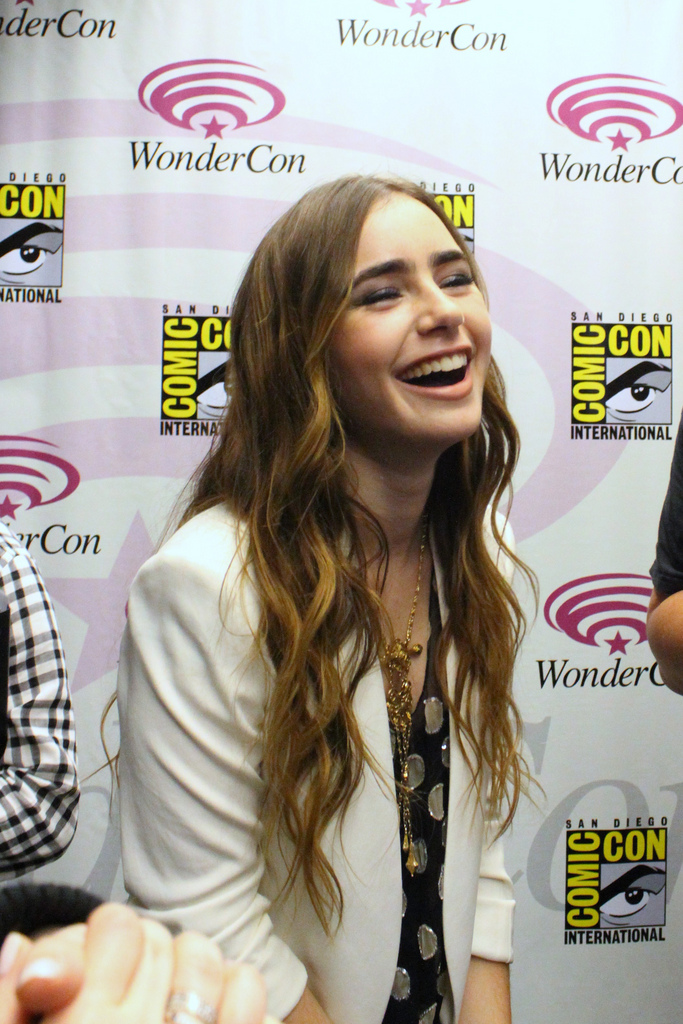
Collins v roce 2011

Lily Jane Collins (* 18. března 1989 Guildford, Surrey, Anglie) je anglicko-americká herečka a modelka.

## Životopis
Narodila se v Guildfordu v hrabství Surrey v Anglii jako dcera anglického hudebníka Phila Collinse a jeho druhé ženy Jill Tavelman. Její matka je Američanka. Lily má proto dvojí občanství, britské a americké. Je nevlastní sestrou herečky Joely Collinsové a hudebníka Simona Collinse (z prvního manželství jejího otce) a má také dva nevlastní bratry Nicholase a Matthewa Collinse, z třetího manželství jejího otce. Její dědeček z matčiny strany byl kanadský židovský imigrant, který vlastnil obchod s oblečením v Los Angeles.
Po rozvodu svých rodičů se v roce 1996, když jí bylo 6 let, s matkou přestěhovala z Anglie do Los Angeles. Absolvovala na Harvard-Westlake a studovala na University of Southern California se zaměřením na televizní žurnalistiku.

## Kariéra
S herectvím začala ve dvou letech v seriálu stanice BBC Growing Pains. Jako dospívající dívka napsala sloupek pro britský magazín Elle Girl. Psala také pro Seventeen, Teen Vogue  a pro Los Angeles Times. V roce 2009 si zahrála ve dvou epizodách seriálu 90210: Nová generace. Získala roli po boku Sandry Bullock ve filmu Zrození šampióna. V roce 2011 si zahrála roli Lucy, dceru kazatele, v thrilleru Kazatel. V tom samém roce získala hlavní roli ve filmu Bez dechu, po boku Taylora Lautnera.
V roce 2012 získala roli Sněhurky ve stejnojmenném filmu, po boku Julie Roberts a Armieho Hammera. V březnu 2012 získala roli Samanthy ve filmu Spisovatelé. V roce 2013 získala roli Clary Fray ve filmu Mortal Instruments: Město z kostí. Ve stejném roce se objevila ve videoklipu „City of Angels“ hudební skupiny Thirty Seconds to Mars.
V roce 2014 byla obsazena do filmové adaptace stejnojmenné novely od Cecelie Ahern S láskou, Rosie, po boku Sama Claflina. V březnu 2016 byla obsazena do hlavní role do filmu Na kost s tématem anorexie, které napsala a režírovala Marti Noxon. V ten samý měsíc bylo oznámen, že se objeví po boku Jaka Gyllenhaala a Tildy Swinton v dramatickém seriálu Netflix, s názvem Okja. V roce 2016 si zahrála po boku Aldena Ehrenreicha v romantické komedii Pravidla neplatí a také v seriálu The Last Tycoon.
Také si zahrála v seriálu Emily v Paříži a to hlavní postavu ztřeštěné manažerky Emily Cooper.

## Osobní život
V červenci 2012 se při natáčení filmu Mortal Instruments: Město z kostí seznámila s hercem Jamie Campbell Bowerem a v listopadu se poprvé jako pár objevili na červeném koberci při British Fashion Awards. Dvojice se rozešla v létě 2013 v polovině propagujícího turné k filmu. V květnu 2015 se dali znovu dohromady, ale po čase se opět rozešli.
V září 2020 se zasnoubila s americkým režisérem a scenáristou Charliem McDowellem. Vzali se v září 2021 v Coloradu. V lednu 2025 se jim narodila dcera Tove, kterou jim odnosila náhradní matka.

## Filmografie

### Film
| Rok           | Název                             | Role                  |
| ------------- | --------------------------------- | --------------------- |
| 2009          | Zrození šampióna                  | Collins Tuohy         |
| 2011          | Kazatel                           | Lucy Pace             |
| 2011          | Bez dechu                         | Karen Murphy          |
| 2012          | Sněhurka                          | Sněhurka              |
| 2012          | Spisovatelé                       | Samantha Borgens      |
| 2013          | Učitelka angličtiny               | Marie Healy           |
| 2013          | Mortal Instruments: Město z kostí | Clary Fray            |
| 2014          | S láskou, Rosie                   | Rosie Dunne           |
| 2016          | Pravidla neplatí                  | Maria Mabrey          |
| 2017          | Na kost                           | Ellen                 |
| 2017          | The Dig                           | Zoe                   |
| 2017          | Okja                              | Red                   |
| 2018          | Here Comes the Grump              | princezna Dawn (hlas) |
| 2019          | Zlo s lidskou tváří               | Elizabeth Kloepher    |
| 2019          | Tolkien                           | Edith Tolkein         |
| 2020          | Dědictví                          | Lauren Monroe         |
| 2020          | Mank                              | Rita Alexander        |
| 2022          | Kapky                             | manželka              |
| 2024          | MaXXXine                          | Molly Bennett         |
| bude oznámeno | Halo of Stars                     | Misty Dawn            |

### Televize
| Rok        | Název                | Role          | Poznámky                                                          |
| ---------- | -------------------- | ------------- | ----------------------------------------------------------------- |
| 2009       | 90210: Nová generace | Phoebe Abrams | díly: „Nulová tolerance“ a „Jediný večírek může zkazit celé léto“ |
| 2016–2017  | The Last Tycoon      | Cecelia Brady | hlavní role, 9 dílů                                               |
| 2018–2019  | Les Misérables       | Fantine       | minisérie, 3 díly                                                 |
| 2020–dosud | Emily in Paris       | Emily Cooper  | hlavní role, také producentka                                     |

### Hudební videa
| Rok  | Název skladby     | Role       | Umělec             |
| ---- | ----------------- | ---------- | ------------------ |
| 2013 | „Claudia Lewis“   | vetřelkyně | M83                |
| 2013 | „City of Angeles“ | samu sebe  | 30 Seconds to Mars |
| 2019 | „Save me Tonight“ | nová dívka | ARTY               |

## Ocenění a nominace
| Rok  | Ocenění                            | Kategorie                                         | Práce                             | Výsledek  |
| ---- | ---------------------------------- | ------------------------------------------------- | --------------------------------- | --------- |
| 2008 | Young Hollywood Awards             | Herečka ke sledování                              | ona sama                          | vítězství |
| 2012 | Teen Choice Awards                 | Nejlepší herečka ve sci-fi nebo fantasy           | Sněhurka                          | nominace  |
| 2013 | Filmové ceny MTV                   | Nejlepší letní dospívající rebel                  | Mortal Instruments: Město z kostí | nominace  |
| 2014 | Teen Choice Awards                 | Nejlepší herečka v akčním filmu                   | Mortal Instruments: Město z kostí | nominace  |
| 2016 | Hollywood Film Awards              | Nová hollywoodská hvězda                          | Pravidla neplatí                  | vítězství |
| 2017 | Zlatý glóbus                       | Nejlepší ženský herecký výkon (komedie / muzikál) | Pravidla neplatí                  | nominace  |
| 2017 | Alliance of Women Film Journalists | Největší věkový rozdíl mezi partnery ve filmu     | Pravidla neplatí                  | nominace  |
| 2017 | Costume Designers Guild Awards     | Lacoste Spotlight Award                           | Pravidla neplatí                  | vítězství |